# The Angelic Conversation
The Angelic Conversation è un film del 1985 diretto da Derek Jarman.
Jarman ha descritto il film come "un mondo onirico, un mondo magico e rituale, anche se là ci sono immagini di macchine in fiamme e sistemi radar a ricordarti che c'è un prezzo da pagare per ottenere questo sogno in un mondo di violenza".

## Trama
Il film consiste di una sequenza di immagini del rapporto tra due uomini e immagini di paesaggio. I due intraprendono un viaggio attraverso il proprio desiderio. Alle immagini si accompagna la lettura di quattordici dei sonetti di William Shakespeare.